# Canada op de Olympische Winterspelen 1924
Tijdens de Olympische Winterspelen van 1924 die in Chamonix, Frankrijk werden gehouden nam Canada deel. Canada was een van de zestien landen die aan de eerste Olympische winterspelen deel nam.
Canada schreef dertien sporters in waarvan er twaalf in drie takken van sport aan de wedstrijden deelnamen.
Canada eindigde op de achtste plaats in het medailleklassement met één gouden medaille. De ijshockeyploeg bleek onverslaanbaar en scoorde 110 goals in vijf wedstrijden en kreeg er maar drie tegen.

## Medailleoverzicht
| Sport     | Olympiër       | Discipline | Medaille |
| --------- | -------------- | ---------- | -------- |
| IJshockey | Olympisch team | Mannen     | Goud     |

## Deelnemers en resultaten

### Kunstrijden
| Olympiër                    | Discipline | Resultaat | Prestatie             |
| --------------------------- | ---------- | --------- | --------------------- |
| Melville Rogers             | mannen     | 7e        | pc. 51; 269.82 punten |
| Cecil Smith                 | vrouwen    | 6e        | pc. 44; 230.75 punten |
| Melville Rogers Cecil Smith | paarrijden | 7e        | pc. 41; 9.11 punten   |

### Schaatsen
| Olympiër       | Discipline          | Resultaat  | Prestatie                  |
| -------------- | ------------------- | ---------- | -------------------------- |
| Charles Gorman | 500 m 1500 m 5000 m | 7e 11e dnf | 45,4 2.35,4 niet gefinisht |

Charles Gorman startte niet meer op de 10.000 meter en kon dus ook niet voor het allroundklassement geklasseerd worden.

### IJshockey
| Olympiër | Discipline | Resultaat | Prestatie |
| --- | ---------- | --------- | --- |
| Jack Cameron Ernie Collett Albert McCaffery Harold McMunn Duncan Munro Beattie Ramsay Cyril Slater Hooley Smith Harry Watson | Mannen     | Goud      | Groep A: 1e 30 - 0 Canada - Tsjecho-Slowakije 22 - 0 Canada - Zweden 33 - 0 Canada - Zwitserland Finaleronde 19 - 2 Canada - Groot-Brittannië 6 - 1 Canada - Verenigde Staten |

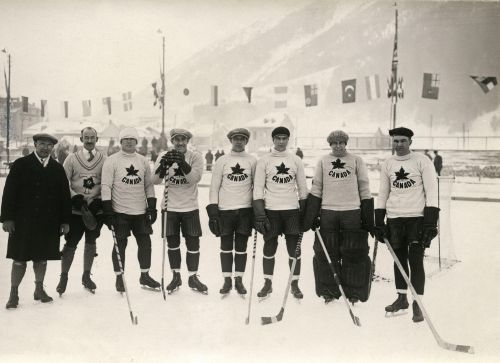
Canadees ijshockeyteam 1924

Reservespeler Louis Hudson was de enige ingeschreven sporter die niet in actie kwam.
België · Canada · Finland · Frankrijk · Groot-Brittannië · Hongarije · Italië · Joegoslavië · Letland · Noorwegen · Oostenrijk · Polen · Tsjecho-Slowakije · Verenigde Staten · Zweden · Zwitserland